# Кампањ д'Армањак
Кампањ д'Армањак (фр. Campagne-d'Armagnac) насеље је и општина у јужној Француској у региону Миди Пирене, у департману Жерс која припада префектури Кондом.
По подацима из 2011. године у општини је живело 200 становника, а густина насељености је износила 36,43 становника/km². Општина се простире на површини од 5,49 km². Налази се на средњој надморској висини од 126 метара (максималној 155 m, а минималној 104 m).

## Демографија
| 1962. | 1968. | 1975. | 1982. | 1990. | 1999. | 2011. |
| ----- | ----- | ----- | ----- | ----- | ----- | ----- |
| 222   | 255   | 207   | 188   | 176   | 167   | 200   |

График промене броја становника у току последњих година